# Bolhonac
Bolhonac (en francès Bouilhonnac) és un municipi francès situat al departament de l'Aude i a la regió d'Occitània.